# Erika Alarcón
Erika Alarcón Anisimoff (Ciudad del Este, 1 de enero de 2001) es una patinadora paraguaya de disciplinas sobre ruedas tradicionales. En los Juegos Suramericanos de 2022, participó en la categoría de deportes sobre ruedas, siendo premiada con la medalla de oro en la prueba de baile individual femenino. Así, se convirtió en la tercera persona en conseguir una medalla de oro para Paraguay en dicha competición.

En el Campeonato Mundial de Patinaje Artístico de 2023 celebrado en Ibagué, Colombia se convirtió en la primera paraguaya en obtener medalla, con su 3er lugar en la prueba de Danza Solo Senior Damas.